# J.P. Nielsen
Jens Peter Nielsen (J.P. Nielsen) (født 19. april 1873, død 19. april 1952) var en dansk politiker.
Han blev kendt som der Kindervater som formand for Komiteen til Hjælp for Nødlidende Børn og sit engagement i forældreløse børn.
Den 22. april 2023 blev en buste af J.P. Nielsen indviet af Prinsesse Benedikte i Byparken i Broager.